# Пхопхэнг

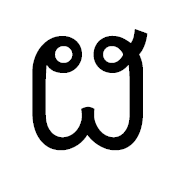

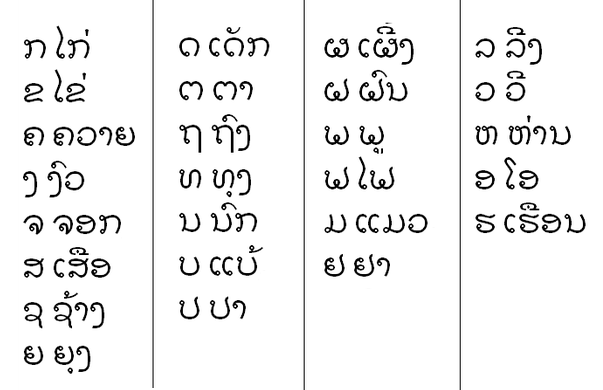
Алфавит

Пхопхэнг (лао. пхэнг — пчела) — пхо, 16-я буква лаосского алфавита, обозначает придыхательный глухой губно-губной взрывной согласный. В слоге может быть только инициалью, относится к согласным аксонсунг (верхний класс) и может образовать слоги, произносимые 1-м, 5-м и 6-м тоном. В тайском алфавите соответствует 28-й букве пхопхынг — ผ, в шанском алфавите соответствует букве пхапхинг —  
Туа-тхам:  

## Ваййакон (грамматика)
- Пху — лаксананам для людей.